# Панчук Май Іванович
Май Іванович Панчук (1 травня 1937 — 4 серпня 2018) — український науковець — дослідник у галузі політичної історії України, проблем етнології та етнополітології. Доктор історичних наук, професор. Академік АН ВШ України з 1997 р.

## Біографія
Народився в с. Попільня Попільнянського району Житомирської обл.
1960 р. закінчив Київський державний університет ім. Т. Г. Шевченка. До 1965 р. працював у Полтавському обкомі комсомолу, а після закінчення аспірантури — в Київському технологічному інституті харчової промисловості. З 1969 р. — лектор ЦК КП України. З 1976 р. — старший науковий співробітник, завідувач сектору Інституту історії партії при ЦК КПУ — філіалу Інституту марксизму-ленінізму при ЦК КПРС. У 1991 р. працював головним науковим співробітником Інституту історії АН УРСР. З 1992 р. очолював відділ національних меншин в Інституті національних відносин і політології НАНУ. У 1994—1996 рр. — заступник директора з наукової роботи цього інституту. У 1996 — 1998 рр. — перший заступник голови та голова Вищої атестаційної комісії України. У 1998—2018 рр. очолював відділ національних меншин Інституту політичних і етнонаціональних досліджень.
Помер у м. Київ. Похований на Байковому кладовищі.

## Наукова діяльність
Наукові інтереси — історія національно-визвольного і комуністичного руху в західноукраїнському регіоні, боротьби за соборну Українську державу.
Автор понад 400 публікацій. Співавтор навчальних посібників з історії України, політології для студентів вищих навчальних закладів. Найважливіші праці:
- «Ідейно-організаційне зміцнення Компартії Західної України і посилення її впливу на маси» (1983)
- «Білі плями героїчного літопису» (1987)
- «Хотинське повстання» (1989)
- «В авангарді боротьби за возз'єднання» (1989)

Проблеми національного суверенітету України, національних відносин, етнології та етнополітики розглянув у працях «Національні відносини в Україні» (1994), «Національні меншини України в 20-30-х роках XX ст. Історико-картографічний атлас» (1996), «Український національний комунізм. Трагічні ілюзії» (1997), «Національні меншини України у XX столітті: політико-правовий аспект» (2000), «Крим в етнополітичному вимірі» (2005), «Закарпаття в етнополітичному вимірі» (2008) та в інших публікаціях.
Під науковим керівництвом Мая Панчука підготували та захистили 32 кандидатські та 5 докторських дисертацій. Входив до складу редакційних колегій «Українського історичного журналу», «Історичного журналу», журналу «Політичний менеджмент», збірників наукових праць «Наукові записки ІПіЕНД» та «Сучасна українська політика».